# Oncocnemis cottami
Oncocnemis cottami là một loài bướm đêm trong họ Noctuidae.